# Bajazyd II
Bajazyd II (ur. 1447/1448 w Didimoticho w Tracji (ówczesne Dimetoka), zm. 26 maja 1512) – sułtan osmański od 1481 do 1512 roku.

## Życiorys

### Objęcie władzy

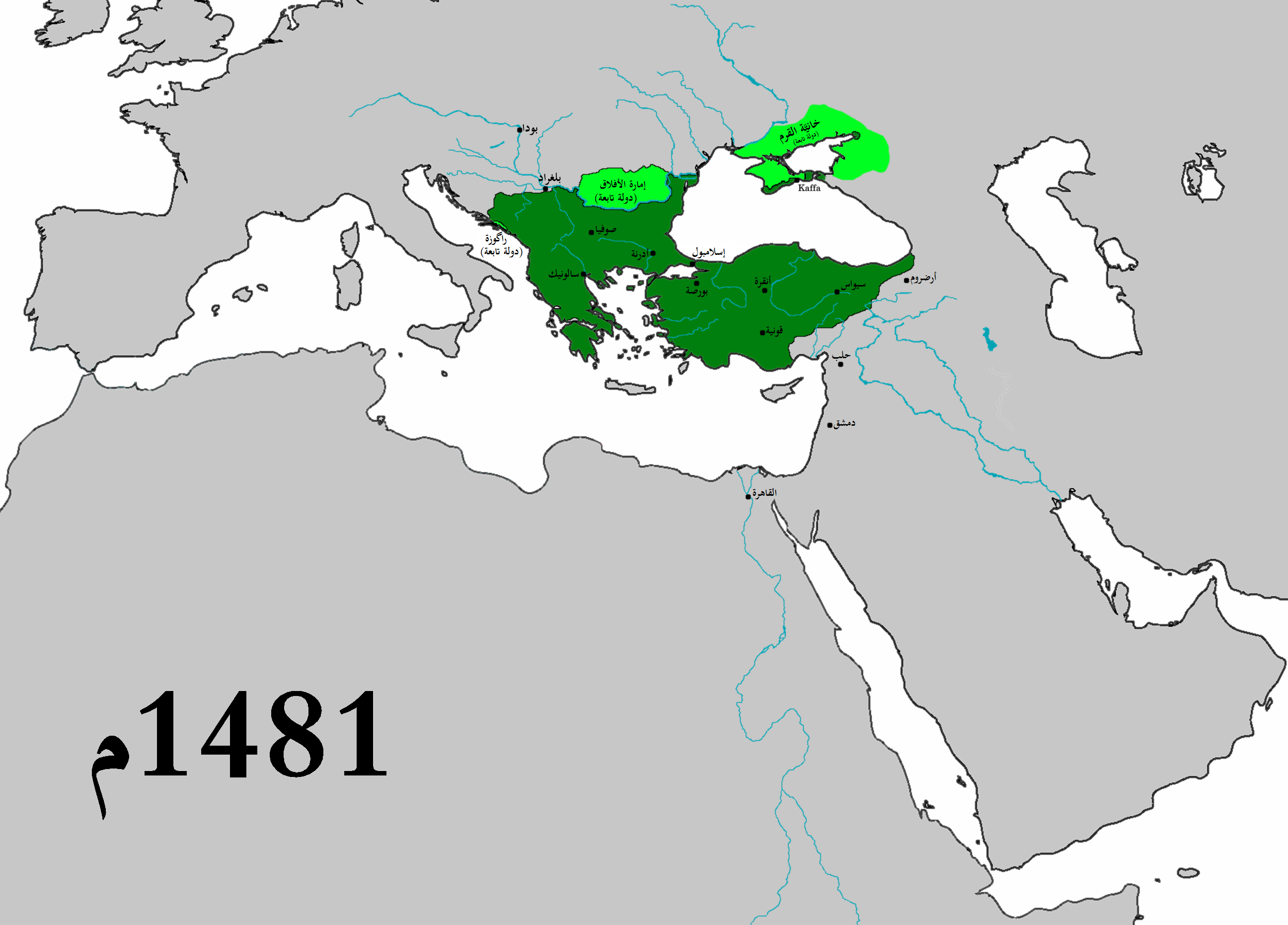
Imperium Osmańskie w chwili objęcia rządów przez Bajazyda II

Bajazyd II był najstarszym synem sułtana Mehmeda II i jego konkubiny - greczynki Emine Gülbahar. W młodości walczył u boku ojca we wschodniej Anatolii. Zainteresowany sprawami gospodarczymi i stroniący od wojaczki książę znacząco różnił się od Mehmeda, w związku z czym sułtan preferował jako następcę swojego młodszego, wojowniczego syna Cema. Po śmierci ojca w 1481 roku (istnieją poważne podejrzenia, iż Bajazyd II nakazał jego otrucie) objął tron głównie dzięki poparciu klasy dewszirme (tur. dewşirme), konkurującej o wpływy z rodami pochodzenia tureckiego skupionymi wokół jego brata. W wyniku wojny domowej Cem został pokonany, jednak udało mu się zbiec. W kolejnych latach przebywał w Rzymie, Francji i na należącej do Joannitów wyspie Rodos. Zmarł w 1495 r., być może otruty przez agentów brata.

### Panowanie
Władca na początku swojego panowania wszedł w konflikt z wielkim wezyrem, który przyłączył do Imperium Osmańskiego Otranto i wbrew instrukcjom władcy kontynuował kampanię we Włoszech. Władca nakazał zamordowanie wezyra, który został przez niego stracony 18 listopada 1482 roku. 3 lipca 1503 Leonardo da Vinci wysłał do niego list, oferując mu swoje usługi inżynierskie. Oferował mu m.in. zbudowanie mostu w Konstantynopolu. Do realizacji przedsięwzięcia jednak nie doszło. Sułtan interesował się kosmografią i filozofią, uważany był za gorliwego muzułmanina. Sułtan zbudował wiele szpitali, meczetów i mostów.

#### Walki z Chrześcijanami[1]
Tuż po śmierci Mehmeda II na bałkańskie posiadłości Osmanów spadł najazd Węgrów, którzy złupili tereny pograniczne i pokonali Turków w kilku mniejszych bitwach. W następnych latach (1483-1487) obowiązywał pięcioletni rozejm między Bajazydem II a królem Maciejem Korwinem (który oskarżył sułtana o jego złamania po ataku na Mołdawię w 1484). W 1483 roku przyłączył pod bezpośrednią kontrolę Osmanów całość Hercegowiny. W 1484 roku Bajezyd II zaatakował państwo mołdawskie Stefana Wielkiego i zdobył nadczarnomorskie porty – Kilię i Białogród. Zdobycie portów sprawiło, iż Imperium Osmańskie uzyskało bezpośrednie połączenie lądowe ze swym wasalem – chanatem Krymskim. W 1485 połączone wojska hospodara Mołdawii i władcy państwa polsko-litewskiego Kazimierza Jagiellończyka zadały wojskom sułtana klęskę w bitwie nad jeziorem Katalbuga, a rok później sam tylko Stefan Wielki pokonał Osmanów pod Bil'gary nad Seretem. Przyczyniło się to do zawarcia pokoju mołdawsko-tureckiego w 1486 roku, a w 1489 do dwuletniego rozejmu z Polską-Litwą. Rozejm został przedłużony na trzy lata w 1494 roku przez sułtana i Jana Olbrachta. W międzyczasie Węgrzy pod dowództwem Pála (Pawła) Kinizsi złupili w 1494 roku kraj. W 1497 roku król Polski rozpoczął jednak przygotowania do interwencji na Mołdawii, w wyniku czego sułtan zaczął zbierać tam sporą część swojego wojska oraz odparł polski atak. W maju 1498 roku wojska sułtana w odwecie spustoszyły Podole, a w listopadzie złupione zostały Halicz i Drohobycz. Sułtan prowadził też nierozstrzygniętą wojnę z Republiką Wenecką (1499-1502/1503).

#### Kampanie w świecie muzułmańskim
W 1485 roku sułtan przeprowadził atak na mamelucki Egipt, nie odniósł jednak większych sukcesów. Wraz z początkiem XVI wieku narastało zagrożenie ze strony Safawidów, którzy zaczęli planować podbój Anatolii. W 1511 roku doszło do powstania części ludności zachodniej Anatolii, wspieranej przez Persję Isma’ila I, które zostało jednak stłumione.

### Utrata władzy i śmierć
25 kwietnia 1512 sułtan został zmuszony do abdykacji (być może toczyła się krótka wojna domowa) przez swojego syna Selima I (który był od 1511 roku gubernatorem Samandıry) na swoją rzecz. Sułtan zmarł ponad miesiąc później 26 maja tego samego roku. Został pochowany w Meczecie Bajazyda II w Stambule. Sułtan uważany jest przez historyków za władcę pokojowego, szczególnie w porównaniu z Selimem I Groźnym.